# Mimetus spinatus
Espèce
Mimetus spinatus est une espèce d'araignées aranéomorphes de la famille des Mimetidae.

## Distribution
Cette espèce est endémique du Karnataka en Inde,. Elle se rencontre dans le district de Shimoga.

## Description
Le mâle holotype mesure 3,90 mm et la femelle paratype 4,80 mm.

## Systématique et taxinomie
Cette espèce a été décrite par Sudhin, Sankaran et Sen en 2024.

## Publication originale
- Sudhin, Sankaran & Sen, 2024 : « Two new species and a new transfer in the pirate spider genus Mimetus Hentz, 1832 (Araneae: Mimetidae: Mimetinae) from India. » Zootaxa, no 5496(4), p. 555-566.